# أرخيثيا
بلدية أرخيثيا (بالإسبانية: Argecilla) هي بلدية تقع في مقاطعة غوادالاخارا التابعة لمنطقة كاستيا لا مانتشا وسط إسبانيا.

## الديموغرافيا
بلغ عدد سكان بلدية أرخيثيا 81 نسمة عام 2011 (وفقاً للمعهد الوطني الإسباني للإحصاء).
| 116 | 111 | 96 | 94 | 81 | 71 | 81 |